# Air Dolomiti
Air Dolomiti – założone w Trieście, włoskie regionalne linie lotnicze z siedzibą w Weronie. Są częścią niemieckich linii lotniczych Lufthansa Regional. Realizują połączenia w kooperacji z Lufthansą z portów lotniczych we Frankfurcie oraz w Monachium.
Oceniając linię agencja ratingowa Skytrax przyznała cztery gwiazdki.
24 sierpnia 2008 samolot tych linii zapalił się w Międzynarodowym Porcie Lotniczym im. Franza Josefa Straussa w Monachium. Nie było ofiar, przyczyny pożaru nie ustalono.

## Historia
- 1989 – założenie firmy w Trieście
- 1991 – zakup samolotów Dash 8-300
- 1993 – zakup samolotów ATR 42-320
- 1995 – zakup samolotów ATR 42-300
- 1998 – zakup samolotów ATR 72-212A, BAe 146-200 i Fokker F100
- 1999 – Lufthansa przejmuje 35% udziałów w firmie
- 2001 – przebudowa floty, zakup samolotów Canadair CRJ-200LR
- 2003 – Lufthansa całościowo przejmuje firmę
- 2009 – zamiana samolotów BAe 146 na Embraer 195

## Połączenia lotnicze
Przewoźnik realizuje połączenia lotnicze do 33 portów lotniczych w 12 państwach w Europie (stan na październik 2024): 

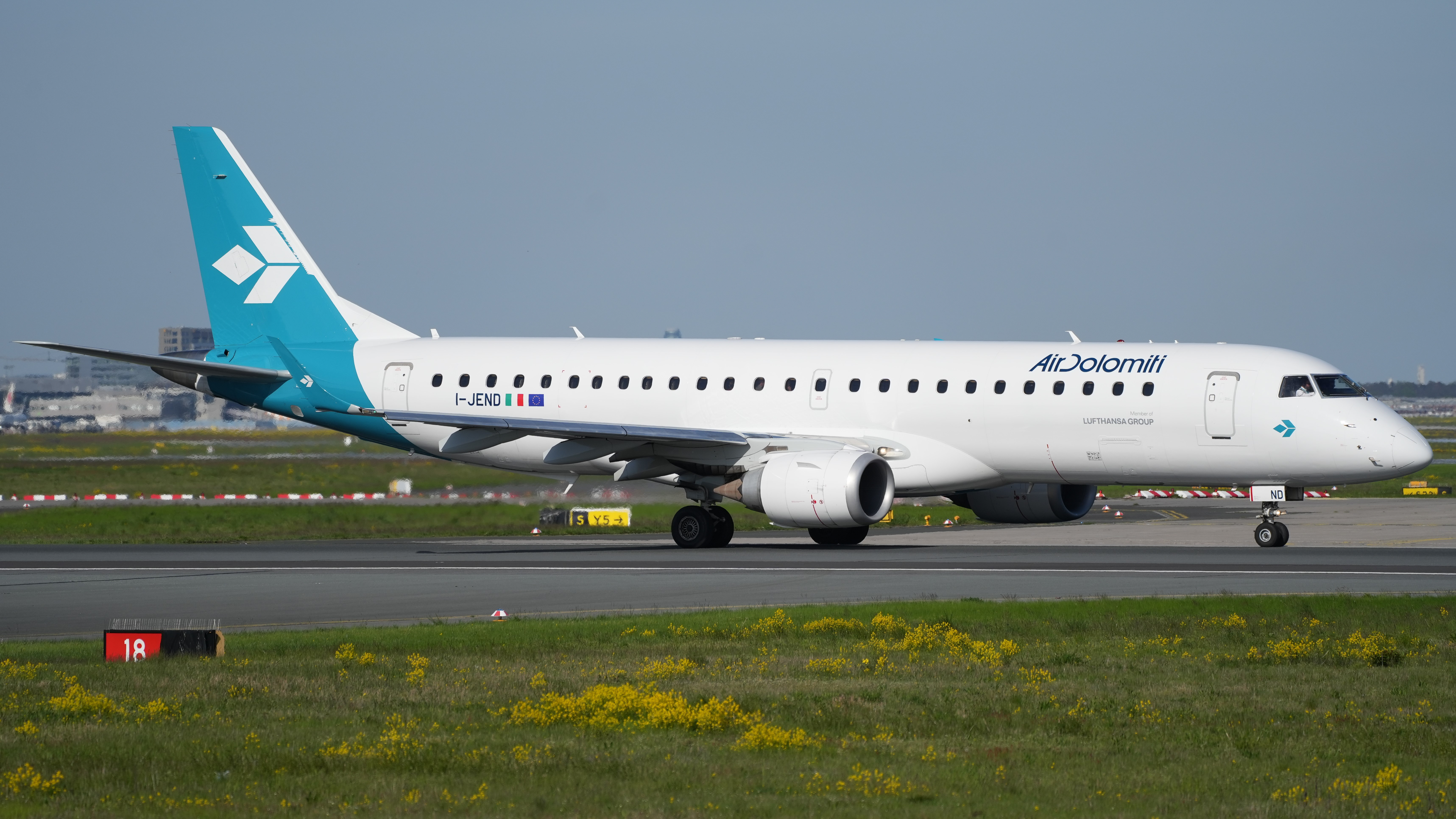
Embraer ERJ-195 w malowaniu Air Dolomiti

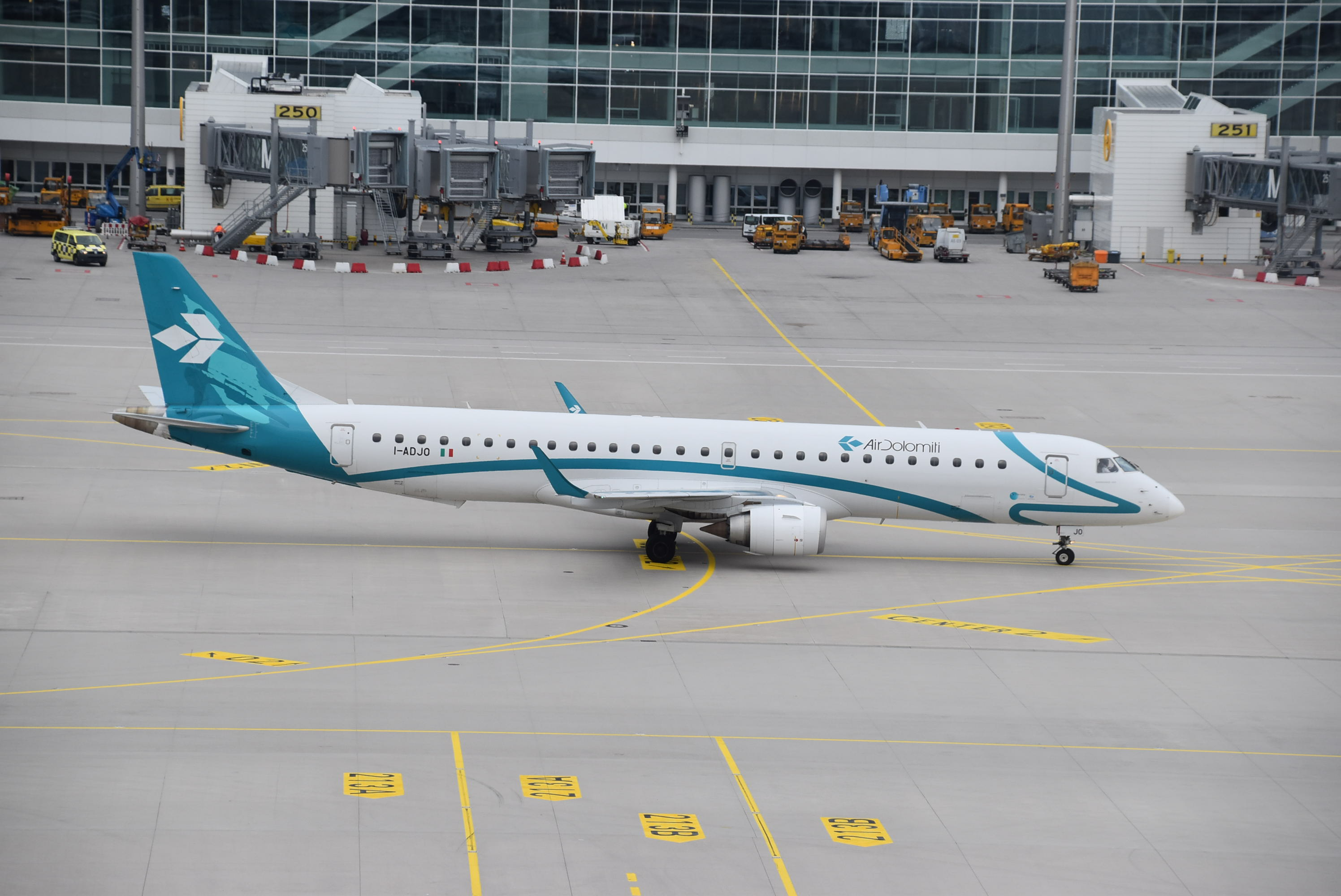
Embraer ERJ-195 w historycznym malowaniu

| Państwo         | Miasto     | Port lotniczy                                    | Uwagi |
| --------------- | ---------- | ------------------------------------------------ | ----- |
| Austria         | Graz       | Port lotniczy Graz                               |       |
| Austria         | Innsbruck  | Port lotniczy Innsbruck                          |       |
| Chorwacja       | Pula       | Port lotniczy Pula                               |       |
| Dania           | Billund    | Port lotniczy Billund                            |       |
| Francja         | Lyon       | Port lotniczy Lyon-Saint-Exupéry                 |       |
| Francja         | Nicea      | Port lotniczy Nicea-Lazurowe Wybrzeże            |       |
| Holandia        | Amsterdam  | Port lotniczy Amsterdam-Schiphol                 |       |
| Luksemburg      | Luksemburg | Port lotniczy Luksemburg                         |       |
| Niemcy          | Frankfurt  | Port lotniczy Frankfurt                          | Hub   |
| Niemcy          | Monachium  | Port lotniczy Monachium                          | Hub   |
| Polska          | Katowice   | Port lotniczy Katowice-Pyrzowice                 |       |
| Polska          | Kraków     | Port lotniczy Kraków-Balice                      |       |
| Polska          | Wrocław    | Port lotniczy Wrocław-Strachowice                |       |
| Szwajcaria      | Bazylea    | Port lotniczy EuroAirport Bazylea-Miluza-Fryburg |       |
| Szwajcaria      | Genewa     | Port lotniczy Genewa-Cointrin                    |       |
| Szwecja         | Kalmar     | Port lotniczy Kalmar                             |       |
| Wielka Brytania | Londyn     | Port lotniczy Londyn-City                        |       |
| Włochy          | Ankona     | Port lotniczy Ankona                             |       |
| Włochy          | Bari       | Port lotniczy Bari                               |       |
| Włochy          | Bolonia    | Port lotniczy Bolonia                            |       |
| Włochy          | Brindisi   | Port lotniczy Brindisi                           |       |
| Włochy          | Cagliari   | Port lotniczy Cagliari-Elmas                     |       |
| Włochy          | Florencja  | Port lotniczy Florencja-Peretola                 |       |
| Włochy          | Genua      | Port lotniczy Genua                              |       |
| Włochy          | Mediolan   | Port lotniczy Mediolan-Malpensa                  |       |
| Włochy          | Mediolan   | Port lotniczy Mediolan-Linate                    |       |
| Włochy          | Olbia      | Port lotniczy Olbia                              |       |
| Włochy          | Palermo    | Port lotniczy Palermo                            |       |
| Włochy          | Piza       | Port lotniczy Piza                               |       |
| Włochy          | Triest     | Port lotniczy Triest                             |       |
| Włochy          | Turyn      | Port lotniczy Turyn                              |       |
| Włochy          | Wenecja    | Port lotniczy Wenecja-Marco Polo                 |       |
| Włochy          | Werona     | Port lotniczy Werona-Villafranca                 |       |

## Flota
Według stanu na grudzień 2024 flota Air Dolomiti składała się z 26 samolotów o średnim wieku 14,6 lat:
| Samolot         | Samolot | Samolot   | Liczba miejsc | Uwagi |
| Model           | Aktywne | Zamówione | Liczba miejsc | Uwagi |
| --------------- | ------- | --------- | ------------- | ----- |
| Embraer ERJ-190 | 9       | -         | 108           |       |
| Embraer ERJ-195 | 17      | -         | 122           |       |
| Łącznie         | 26      | 0         |               |       |